# آبشار مازاما
آبشار مازاما (به انگلیسی: Mazama Falls) آبشاری است که در ایالت واشینگتن، ایالات متحده آمریکا واقع شده و ارتفاع کلی ریزشگاه آن ۴۹۰ فوت (۱۵۰ متر) است.